# 들로
들로는 애니메이션 "성전사 단바인"에 등장하는 가공의 병기, 오라 밤 (비행 전투정)이다. 본 항목에서는 그 파생형인 그난도 함께 해설한다.

## 들로
드레이크에게 소환된 쇼트 웨폰이 제작한 오라 밤. 루프트 가 영내에서 횡포를 부리는 가로우 랑을 토벌하기 위해, 플레임 밤 (화염포)을 탑재한 폭격기로서 설계되었다. 바이스톤 웰에서 처음으로 하늘을 나는 전투용 오라 머신이다.
기체 색은 블루 그린 & 올리브드랍. 가장 초기에 완성된 기체답게 오라력 전환 계수는 낮고, 코몬 혼자서는 뜨는 것이 겨우. 4명이 타서 겨우 전투 기동 가능이었다고도 한다. 그러나, 완성 당초의 '하늘을 날 수 있다'라는 전력적인 어드벤티지는 성 공격 등에서는 압도적이어서, 초기 드레이크 군의 대단한 힘의 초석이 된 기체다. 또, 들로는 드레이크의 자금조달 때문에, 적극적으로 쿠 나라를 비롯한 타국에 매각되었고, 라우 나라에서는 본 기를 참고로 복제 개량형인 그난을 제작하기도 했다.
해파리를 상기시키는 원반 모양의 동체에 촉수 모양의 플레임 밤 암 건 4기를 장비한 구조다. 이 암 건은 끝에 플레임 밤 1문을 내장하고 있고, 오라 마르스에 의해 신축 자재인 플렉시블한 움직임, 넓은 사각을 확보하고 있다. 동체 아래로는 대기중의 오라를 흡배기하는 범종 모양의 인테이크가 네개 늘어서 있고, 타고 있는 승무원을 촉매로 해서 오라력을 동력으로 변환하는 시스템으로 하늘을 난다 (이 때문에, 비행 중에 호흡과도 비슷한 소리를 발한다). 승무원은 4명. 오라 머신으로서는 저렴해서 제작 용이이며, 조종도 간단하므로 오라 머신에 의한 기동부대 확대 때는 맨 먼저 대량생산되었다. 단, 대 오라 머신 전을 고려하기 이전의 기체이므로, 공중전 기동성은 낮고, 오라 배틀러 상대로는 당하는 역이 되어버리는 경우가 많았다.
단기간에 장구한 발전을 이룩한 오라 머신들 속에서, 본 기는 급속히 구식화해 갔지만, 그 배치수로인해 신형 오라 밤 탕기로 완전히 대체되지는 않고, 최후까지 제1선에 머물러 있었다. 수송정이나 연락정으로서도 요긴하게 사용되고 있다.

## 그난
그난은 애니메이션 "성전사 단바인"에 등장하는 가공의 병기, 오라 밤 (비행 전투정)이다.
라우 나라에서 개발된 기체로, 나 나라에서도 사용된 반 드레이크 측의 주력 오라 밤. 기본적으로 드레이크 군의 오라 밤 들로의 복제 개량형으로, 기체의 소형화와 약 5할의 출력 증가로 고성능화를 꽤했지만, 본 기는 대기 중의 오라를 흡기해서 비행하는 종래형 오라 밤의 연장선 위에 있어, 오라 컨버터를 장비해서 압도적인 성능향상을 이룩한 비쇼트 군의 오라 밤 탕기에 비교하면, 상당히 뒤떨어지는 기체인 것은 부정할 수 없다.
형상은 들로에 준하는 해파리 모양의 원반형이다. 무장은 신축 자유 자재인 플레임 밤 암 건 안에 플레임 밤 (화염포)을 각 1문. 암 건의 수는 들로의 4개로부터 3개로 감소했지만, 이것을 보충하기 위해서 동체의 세 방면에 (암 건 안이라는 설 있음) 오라 발칸이 1문씩 장비되어 있어, 기체 형상의 재검토와 더불어 들로와 같은 정도의 전투력은 확보하고 있다. 기체 색은 카키&브라운. 왕족 친위대용은 블루 화이트.
이름 있는 캐릭터의 애기도 되지 못한 수수한 머신이지만, 대량생산되어, 반 드레이크 측의 전투를 지탱한 후방의 공로자다. 전투 이외에도 오라 쉽 간의 연락정으로서 수송 임무에도 종사했다. 승무원은 4명. 이외에 약간 명의 동승도 가능.

## 같이 보기
- 오라 머신 목록